# ديفيد سبينس
ديفيد سبينس هو سياسي كندي، ولد في 25 يناير 1867 في المملكة المتحدة، وتوفي في 13 فبراير 1940. حزبياً، نشط في حزب كندا المحافظ. وقد انتخب عضو مجلس العموم الكندي.